# Disturbia (película)
Disturbia (conocida como Paranoia en Hispanoamérica) es una película dirigida por D.J. Caruso y protagonizada, entre otros, por Shia LaBeouf y David Morse. La película, que es una versión libre de La ventana indiscreta (1954) de Alfred Hitchcock, fue galardonada con el Premio ASCAP 2008 a la mejor taquilla y también con un Teen Choice Award en 2007 a la mejor película de suspense y al mejor actor (Shia LaBeouf).

## Resumen
Tras la muerte de su padre en un accidente automovilístico, mientras iban camino a casa de pescar, Kyle Brecht (Shia LaBeouf) se convierte en un chico solitario, retraído, huraño y perturbado. 
Después de haber fallado en una de sus clases de español, golpea a su profesor —a raíz de un insulto hacia la memoria de su padre— y, en consecuencia, se ve obligado a cumplir arresto domiciliario. 
Sin poder salir de casa por causa de un brazalete —puesto por una oficial de la policía— que le impide alejarse a cierta distancia del lugar, se entretiene espiando a través de sus prismáticos, jugando con su X-Box, explorando su cuenta de iTunes, comiendo golosinas y haciendo a medias los quehaceres. Por esto último, su madre le corta en seco cada diversión que él tiene.
En eso, unos niños matones tocan a la puerta y al abrirla, Kyle ve una bolsa de excremento en llamas que apaga pisándola, ensuciándose los pies con excremento. Persigue a los niños, intentando darles una paliza, pero se aleja a demasiada distancia, haciendo que un policía (casualmente el primo del Sr. Gutiérrez, el maestro golpeado) lo detenga. Esto obliga a Kyle a marcar el área para que no le vuelva a suceder. Hasta que un día, él y su mejor amigo Rony (Aaron Yoo) conocen a la nueva y guapa vecina Ashley (Sarah Roemer). 
Sin embargo, los chicos empiezan a sospechar que el vecino de al lado (David Morse) es el asesino en serie originario de Texas que aparece en las noticias. Su última víctima resulta ser una camarera de bar, quien desaparece sin dejar huellas una vez dentro de la casa del asesino. Con ayuda de Ashley, intentan averiguar qué ocurría, pero sus intentos eran cortados en seco por el oficial primo de Gutiérrez, que tomaba muy personal la agresión de Kyle a su primo. Todo se complica cuando éste empieza a coquetear con la madre de Kyle (Carrie-Anne Moss). Al ya tener cierta información acerca de ese hombre, comienza a seguirlo y a espiarle con ayuda de Rony y Ashley. Para su sorpresa, una noche el asesino logra secuestrar a la madre de Kyle. Tras esto, Rony le gasta una broma con un vídeo que consigue al colarse primero en el auto del asesino, y luego en su casa. 
Intentando escapar del lugar, Rony es golpeado por el agresor, mientras Kyle logra ver el vídeo más a fondo y se da cuenta del cadáver de una mujer que aparece en el archivo. Llama desesperadamente a Rony, quien se encuentra desmayado por el golpe que le dio el asesino, que acaba de entrar en la casa de los Brecht, buscando atrapar a Kyle y asesinarlo. Este logra huir junto a Ashley y va en busca de su madre, que está en casa del asesino. 
Puesto que la policía ya está cansada de ir constantemente a la casa de Kyle cada vez que éste sale del área, ignora la llamada y no acude al lugar. Pasadas unas horas, el oficial de la policía Gutiérrez —primo hermano del profesor que Kyle agrede al comienzo de la película— finalmente llega, pero por desgracia el asesino lo sorprende por la espalda y lo mata. Después de haber encontrado a su madre en la parte subterránea de la casa del asesino, Kyle logra matarlo y de paso, rescatar a su madre. Todo termina cuando la policía le quita a Kyle el brazalete por "buen comportamiento" y se convierte en el novio de Ashley. Se logra vengar de los niños matones contándole a su madre que ven películas pornográficas.

## Diferencias

### Entre las películasLa ventana indiscretayDisturbia
- En La ventana indiscreta la acción tiene lugar en 1954, mientras que en Disturbia tiene lugar 53 años más tarde.
- En La ventana indiscreta, el protagonista (James Stewart) es un fotógrafo que, tras un accidente, tiene la pierna escayolada y debe permanecer en casa. En Disturbia el motivo es distinto: el protagonista (Shia LaBeouf) permanece en casa por arresto domiciliario. Debido a ello, tiene que usar un brazalete especial en su pierna, así evitando que salga de su casa. También como consecuencia de esta desventaja, marca con diferentes objetos y una cuerda los puntos límites a los que puede llegar.
- En La ventana indiscreta los personajes que entran en casa del antagonista son la mujer del protagonista (Grace Kelly) y la enfermera del mismo (Thelma Ritter). En Disturbia acaban entrando el protagonista, su mejor amigo (Aaron Yoo) y su madre (Carrie-Anne Moss).

## Reparto
- Shia LaBeouf como Kale Brecht.
- Sarah Roemer como Ashley Carlson.
- Aaron Yoo como Ronnie Chu.
- David Morse como Robert "Rob" Turner.
- Carrie-Anne Moss como Julie Brecht.

## Desarrollo
El guion fue escrito en la década de los 90. El estudio original dejó que la opción expirara después de enterarse del remake con Christopher Reeve de La ventana indiscreta. No fue sino hasta 2004 que el guion fue reescrito y se vendió.
El Productor Ejecutivo Steven Spielberg organizó a LaBeouf para estar en la lista de casting para esta película porque estaba impresionado por el trabajo de LaBeouf en Hoyos. Caruso audicionó más de un centenar de hombres para el papel cinco semanas antes de decidirse por LaBeouf como él estaba buscando a alguien "que los chicos realmente me gustaría y responder, porque no iba a ser un niño tan bonito". 
LaBeouf se sintió atraído por el papel debido a la película de 2002 del director de The Salton Sea, que complementa como una de sus películas favoritas. Antes de la filmación, los dos veíamos las películas de suspenso La ventana indiscreta, Perros de paja, y la conversación protagonizada por Gene Hackman. Ellos también vieron la película romántica Say Anything de 1989 [...] y "mezclar todas las películas juntas".
LaBeouf dice que habló con personas bajo arresto domiciliario y se encerró en una habitación con el brazalete para experimentar lo que es el confinamiento de arresto domiciliario. Él comentó en una entrevista: "... es difícil. No voy a decir que es más duro que la cárcel, pero es difícil. El arresto domiciliario es difícil porque todo está disponible. [...] La tentación es una mierda. Esa es la tortura de la misma".  Caruso le dio la libertad de improvisar cuando sea necesario para hacer el recurso de diálogo para la generación actual. Hay una secuencia de la película, en que además de la banda orquestal de Geoff Zanelli, y la propia selección de temas para la banda sonora en canciones, se puede escuchar "Dance Into The Light" de Phil Collins.

## Rodaje
Filmada en locaciones de las ciudades de Whittier (California) y Pasadena (California). El rodaje tuvo lugar desde el 6 de enero al 29 de abril de 2006. Las viviendas de Kale y el Sr. Turner, que se supone que están una frente a la otra, en realidad estaban ubicadas en dos ciudades diferentes. 
Durante el rodaje, LaBeouf comenzó un programa que le hizo ganar veinticinco libras de músculo en la preparación de sus futuras películas de Transformers e Indiana Jones y el reino de la calavera de cristal. 
Según LaBeouf, David Morse, que interpreta al Sr. Turner, no habló con LaBeouf o cualquiera de los otros adolescentes durante el rodaje. LaBeouf dijo: "Cuando terminábamos el rodaje, él era muy amable, pero es un actor del método, y mientras estábamos rodando, no decía una palabra".